# Yutaka Nanten
Yutaka Nanten (jap. 南天 佑, Nanten Yutaka) ist ein japanischer Manga-Zeichner.
Er zeichnete zu Beginn vor allem für das sich an jugendliche Mädchen richtende Manga-Magazin Asuka und dessen Schwestermagazine. Sein längstes Werk schuf er von 1995 bis 1998 mit der achtbändigen Serie Higaeri Quest nach der gleichnamigen Romanreihe von Hajime Kanzaka.
Sein international bekanntestes Werk ist seine Comicumsetzung der Anime-Fernsehserie Cowboy Bebop, die er von 1999 bis 2000 als Fortsetzungsgeschichte im Asuka Fantasy DX und anschließend in drei Sammelbänden im Verlag Kadokawa Shoten herausbrachte. Der Manga um Kopfgeldjäger im Weltall wurde ins Englische, Deutsche, Italienische, Spanische und Französische übersetzt.
Seit 2003 hat er sich auf Boys-Love-Manga spezialisiert und arbeitet etwa für Magazine wie June.

## Werke
- Higaeri Quest (日帰りクエスト), 1995–1998, nach Hajime Kanzaka
- Ōjisama no Kikan (王子さまの帰還), 1995
- Higaeri Quest Special (日帰りクエストすぺしゃる), 1996–1997
- Junk A, 1998
- Cowboy Bebop (カウボーイビバップ, kaubōi biboppu), 1999–2000
- Mon² Tenshi (MON²天使), 2000
- Ashita wa ashita no hi ga noboru (あしたはあしたの陽がのぼる), 2001
- Kumo to arukō (雲とあるこう), 2001
- Ran to idaten – Meitantei Miko Yumihiko (蘭と韋駄天―名探偵・巫弓彦), 2001, nach Kaoru Kitamura
- Fuyu no Opera (冬のオペラ), 2002, nach Kaoru Kitamura
- Sara Yashiki no Wakagimi (沙羅屋敷の若君), 2005
- Tennen no Otoko (天然のオトコ), 2005
- Jun’ai Returns (純愛リターンズ), 2006
- Ren’ai keiken chi (恋愛経験値), 2007
- Yoru yori fukaku ore ni oborero (夜より深く俺に溺れろ), 2007